# The Typing of the Dead
The Typing of the Dead és un joc arcade (que després fou portat a Dreamcast, Microsoft Windows i PlayStation 2), que fou llançat el 1999 basant-se en el The House of the Dead 2. Mentre que el segon és un tirador amb pistola de llum, ací la mecanografia substituïx a la pistola amb el teclat.
És un joc educatiu, que requerix que el jugador millore les seues tècniques de mecanografia per a tindre èxit, fou lloat pels crítics principalment pel seu contingut graciós.